# Trunk Cay
Trunk Cay – mała wysepka na Wyspach Dziewiczych Stanów Zjednoczonych. Ma 14 m wysokości i znajduje się zaledwie 60 m stóp od Trunk Bay Beach na sąsiedniej wyspie Saint John. 
Nazwa pochodzi od lokalnego określenia na żółwia skórzastego – trunk.